# Санкт Эриксплан (станция метро)
Санкт Эриксплан (швед. S:t Eriksplan, сокращение от Sankt Eriksplan — «Площадь Святого Эрика») — станция Зелёной линии Стокгольмского метрополитена. Находится возле одноимённой площади Санкт Эриксплан в районе Васастаден в центре города. Расположена между станциями Фридхемсплан и Уденплан.
S:t Eriksplan — станция на зелёной линии системы стокгольмского метро, расположенная в районе Vasastaden. Нагрузка на станцию довольно высокая из-за её расположения вблизи центра Стокгольма — 19 000 пассажиров посещают её ежедневно.
Станция была открыта 26 октября 1952 года, расстояние до Slussen составляет 4,1 километра. Станция подземного типа, располагается на глубине около 8 метров.
Станция введена в эксплуатацию 26 октября 1952 года вместе с веткой Хёторгет—Веллингбю.
Через станцию проходят маршруты T17, T18 и T19. В средний рабочий день станцией пользуются 19 000 человек, что, однако, меньше, чем у соседних станций (Фридхемсплан и Уденплан).